# Casa de troncs

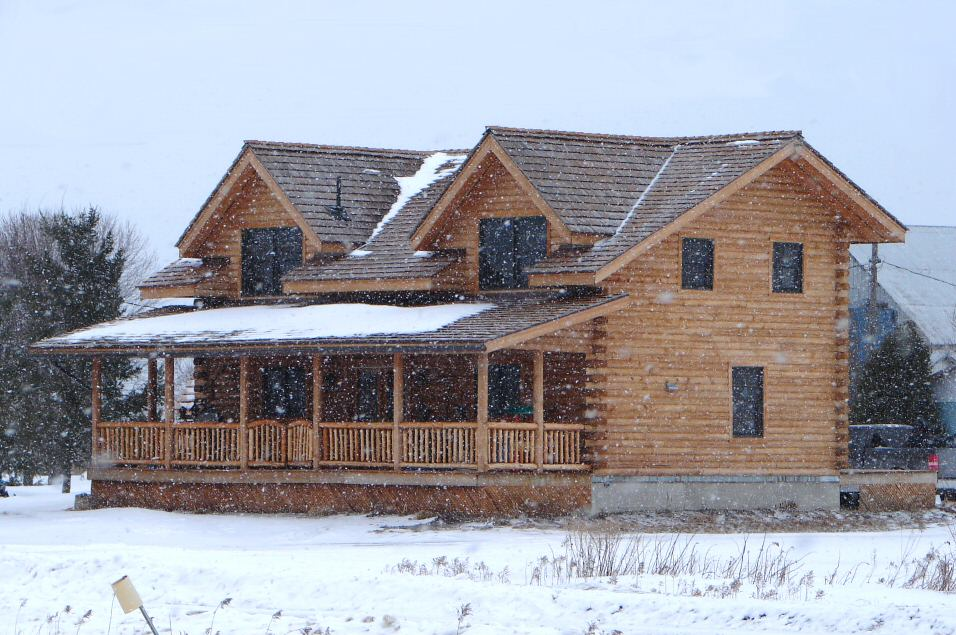
"American style"

Una casa de troncs és constructivament com una cabana, una casa feta de troncs i llenya que no ha sigut serrada de manera "convencional" en una serradora. El terme casa de troncs es prefereix actualment per part dels constructors, ja que cabana indica una casa de menor mida i més rústica, com una cabana de caçadors en un bosc. Hi ha dos tipus de cases de troncs:
1. Fetes a mà: generalment fetes de troncs pelats i sense fer canvis en la seva aparença, tal com estaven en els arbres.
2. Modelades, fetes amb un motlle, on els troncs han passat per un procés de manufacturació que converteix els troncs i els s'homogeiniza en grandària i aparença.

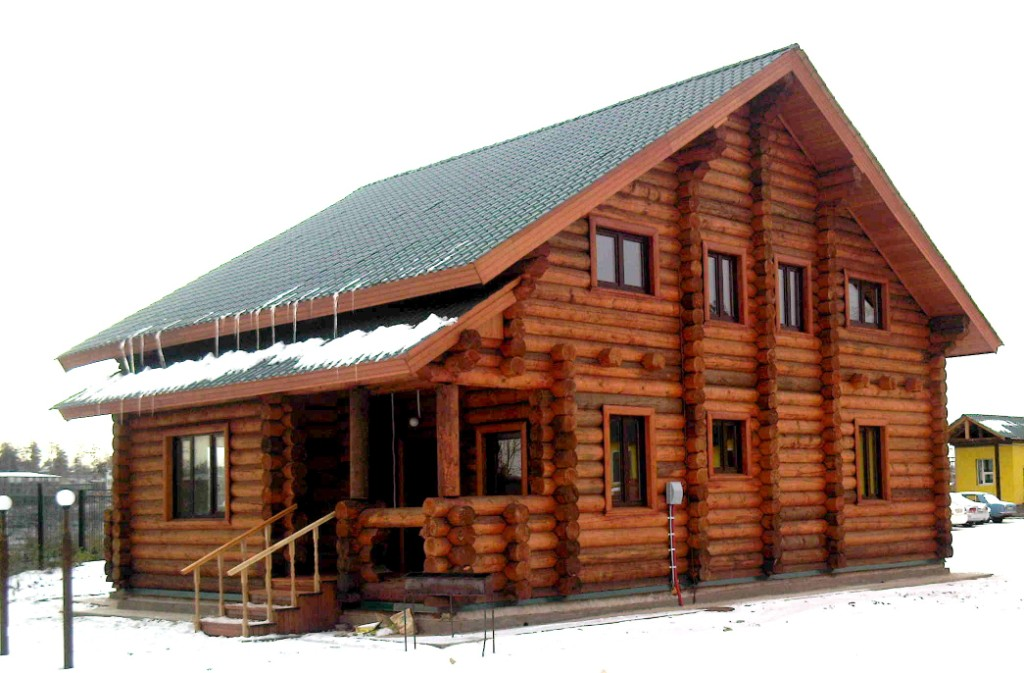
Casa de troncs a Rússia

Les cases fetes a mà s'han construït durant segles a Escandinàvia, Rússia i Europa de l'est. Es tractava de construir una casa amb arbres, una destral i un ganivet Els colonitzadors escandinaus de Nova Suècia van portar aquest art de la construcció a Amèrica del Nord a principis del segle xviii, on va ser ràpidament adoptat per altres colonitzadors i nadius americans. Possiblement, les cases més antigues de les quals es té constància siguin les de  C. A. Nothnagle Log House  (cap a 1640) a New Jersey.
A la dècada de 1920, van aparèixer al mercat les primeres cases modelades, utilitzant fustes pre-tallades i tornejades per màquines. Moltes de les "log homes" d'avui en dia són d'aquest tipus, sobretot perquè requereixen menor tasca intensiva que les fetes a mà. Existeixen al voltant de 500 empreses a Amèrica del Nord dedicades a aquesta tasca i construint tant les elaborades a mà com les modelades.

## Característiques de la tecnologia
Les cases de troncs construïdes a mà s'han construït durant segles a Fennoscàndia i a les regions fínniques i úgriques, com Carèlia, Lapònia i les parts orientals de Finlàndia. També a Escandinàvia, Rússia i Europa de l'Est, i normalment es construïen utilitzant només una destral, un ganivet i un tallador.
Una casa de troncs és una casa construïda utilitzant troncs sencers o modificats com a parets portants. Així, dos dels estils originals principals de cases de troncs incloïen:
- Troncs serrats, és a dir, troncs tallats a una amplada estàndard però que conserven la seva alçada original.
- Troncs fresats o perfilats a màquina, fabricats amb una màquina de ribotejar i enrajolar i realitzats a partir de troncs que han passat per un procés de producció que els converteix en fustes de mida i aparença uniforme.

Els troncs fresats es processen de manera diferent dels troncs fets a mà. Els troncs destinats al fresat poden convertir-se en un dels diversos tipus segons la qualitat desitjada i els resultats. Els troncs en les cases de troncs tenen diferents graus d'humitat; tots els troncs tenen humitat quan acaben de ser tallats. La humitat dels troncs treballats a mà surt naturalment de la fusta, assecant-se fins estabilitzar-se segons el clima.
Els troncs tallats al bosc del peu, transportats a la serradora o a la localització de les cases de troncs, se'ls treu l'escorça i s'utilitzen per construir l'estructura de la casa de troncs fets a mà o passen per màquines de perfilat, normalment anomenats troncs "verds", si no han estat assecats a l'aire o al forn. "Verd" no es refereix al color, sinó al contingut d'humitat. El contingut d'humitat actual dels troncs "verds" varia significativament segons l'espècie d'arbre, l'estació en què va ser tallat i si es mesura l'alburn o el duramen. El contingut d'humitat dels troncs verds pot variar entre el 20% i el 90%.
A les cases de troncs s'utilitzen diferents mètodes de retallada d'angles, cadascun amb diferents propietats constructives.